# Norma branżowa
Norma branżowa (ang. industry standard, oznaczana w Polsce zwykle symbolem BN) – norma techniczna o zasięgu krajowym przeznaczona do stosowania w ramach danej branży (działu lub pododdziału gospodarki), ustanowiona przez krajową organizację branżową (np. branżowe stowarzyszenie zawodowe, branżowe stowarzyszenie przedsiębiorstw, branżową izbę gospodarczą lub branżowy instytut naukowy). Normy branżowe są ustanawiane od II połowy XIX w. w różnych krajach świata.

## Stan prawny
Do 31 grudnia 1993 roku sposób opracowywania i ustanawiania polskich norm branżowych był regulowany prawnie, a same BN były obowiązkowe i pełniły rolę przepisów. Nieprzestrzeganie postanowień BN było naruszeniem prawa. Od 1 stycznia 1994 roku stosowanie BN jest dobrowolne. Od tej pory także sposób opracowywania i ustanawiania norm branżowych został pozostawiony do uregulowania wewnętrznego przez organizacje branżowe zainteresowane ich wydawaniem.
31 grudnia 2000 r. istniało ogółem 17941 norm branżowych BN, z czego 13183 norm aktualnych, 2242 normy aktualne powołane w Polskich Normach PN oraz 2516 norm wycofanych bez zastąpienia lub z zastąpieniem Polskimi Normami PN.

## Cel i zakres
Celem normalizacji branżowej (opracowywania, ustanawiania i stosowania norm branżowych) jest standaryzacja procesów i wyrobów w ramach danej branży, które to procesy i wyroby nie są znormalizowane lub są niedostatecznie znormalizowane przez normy krajowe. Polskie normy branżowe są opracowywane przez ekspertów zainteresowanych procesem ich stanowienia. Zasady opracowywania i ustanawiania norm branżowych zależą od przepisów wewnętrznych odpowiednich organizacji branżowych. Zatwierdzenie projektu normy branżowej przez krajową organizację branżową (zwykle przez jej prezesa lub dyrektora) nadaje mu status normy branżowej. Do 1993 r. BN traciła aktualność i była wycofywana jeśli w tym samym temacie ukazywała się Polska Norma (PN).
Aktualnym, polskim przykładem branżowej działalności normalizacyjnej jest ustanawianie norm branżowych (pod symbolem ST – Standard Techniczny) w dziedzinie gazownictwa przez Prezesa Zarządu Izby Gospodarczej Gazownictwa.

## Numeracja BN
Numer BN według starej numeracji PN, BN i ZN składał się z symbolu BN, myślnika, dwóch ostatnich cyfr roku ustanowienia, ukośnika, czterocyfrowego numeru branży według KGN (poprzednika PKD), myślnika oraz dwucyfrowego, kolejnego numeru normy w branży (np. BN-76/4024-07). Aktualnie przyjmuje się w wykazach bibliotecznych i archiwalnych nową numerację BN, wzorowaną na nowej numeracji PN. Nowy numer składa się z symbolu BN, myślnika, czterocyfrowego numeru branży, myślnika, dwucyfrowego, kolejnego numeru normy w branży, dwukropka oraz czterech cyfr roku ustanowienia (np. BN-4024-07:1976).
W związku z nieobowiązywaniem numerów branż według KGN, obecna numeracja nowych, dobrowolnych norm branżowych powinna się składać z symbolu BN, myślnika, inicjałów nazwy lub nazwy skróconej krajowej organizacji branżowej (ewentualnie z 4-cyfrowego numeru branży według PKD), myślnika, kolejnego numeru normy ustanowionej przez tę organizację, dwukropka i czterech cyfr roku ustanowienia (Np. BN-OIG-007:2015).

## Dostępność
Normy branżowe BN wydane do 1993 r. były dystrybuowane w ramach poszczególnych branż przez organy, które je ustanawiały. Organami tymi byli zwykle dyrektorzy branżowych zjednoczeń przemysłu. Aktualnie są one dostępne w bibliotekach akademickich i naukowych (w tym cyfrowych), a kompletny zbiór w Archiwum Akt Nowych.
Nowe normy branżowe (pod symbolem BN, ST lub innym) sprzedawane są przez właściwe organizacje branżowe.